# Éxitos diabólicos
Éxitos diabólicos (duivelse successen) is een album van Ángeles del Infierno.

## Inhoud
1. Maldito sea tu nombre
2. Prisionero
3. Al otro lado del silencio
4. Lo tomas o lo dejas
5. Rocker
6. Con las botas puestas
7. Sombras en la oscuridad
8. Pensando en ti
9. Fuera de la ley
10. Heavy rock
11. 666
12. Si tú no estás aquí
13. A cara o cruz
14. Jugando al amor